# クレモナの戦い
クレモナの戦い（クレモナのたたかい、イタリア語: Battaglia di Cremona）は、スペイン継承戦争における戦闘の一つ。1702年2月1日に現在のイタリア・ロンバルディア州クレモナ県の都市クレモナでオーストリア（ハプスブルク帝国）軍とフランス軍が衝突した。
オーストリア軍司令官のプリンツ・オイゲンは1701年にキアーリの戦いでフランス軍に勝利したとはいえ、フランス軍は健在でミラノ公国に駐屯していたため、オーストリア軍はマントヴァ公国に駐屯してフランス軍と睨み合う状態となった。しかし、オーストリア軍は政府からの給料支払いが不足していたため、兵士達は食料不足に悩んでいた。
そこでオイゲンは閉塞状況を打開するため奇襲を敢行、フランス軍駐屯地のクレモナに関する情報を集め、1月31日から2月1日にかけての夜にクレモナへ移動、地元の聖職者の協力を得て下水道から侵入し、クレモナの門を開けて町へ入った。フランス軍司令官のヴィルロワ公フランソワ・ド・ヌフヴィルを含む幹部達は寝込みを襲われ捕虜となり、オーストリア軍はフランス軍のアイルランド兵の反撃で町の制圧を断念したとはいえ損害は500人と少数で（フランス軍は1000人）、オイゲンの作戦は成功に終わった。
醜態を晒したヴィルロワはフランス宮廷の非難を浴びた上、彼を風刺する歌がフランスで流行して評判を落とした。戦後ヴィルロワは身代金を支払われ、解放された後はスペイン領ネーデルラントへ転任、ヴァンドーム公ルイ・ジョゼフ・ド・ブルボンがイタリア方面司令官となりオイゲンと対峙した。